# Aldo de Nigris
Jesús Aldo de Nigris Guajardo (* 22. Juli 1983 in Monterrey) ist ein ehemaliger mexikanischer Fußballnationalspieler, der zuletzt bei CF Monterrey unter Vertrag stand.

## Spielerkarriere

### Verein
De Nigris spielte zunächst für Tigres, wo er im August 2002 zu seinem Debüt kam. Mit Tigres gewann er 2005 die InterLiga. Dadurch durfte Tigres an der Copa Libertadores 2005 teilnehmen und scheiterte dort erst im Viertelfinale am späteren Sieger FC São Paulo. 2006 konnte erneut die InterLiga gewonnen werden. In der somit erreichten Copa Libertadores 2006 schied de Nigris mit seiner Mannschaft bereits im Viertelfinale nach Elfmeterschießen gegen Club Libertad aus.
2007 wechselte Aldo de Nigris zu CD Veracruz. Allerdings musste er mit seinem Klub am Ende des Spieljahres 2007/08 absteigen.
Daraufhin unterschrieb er einen Vertrag bei Necaxa, kam jedoch über die Rolle als Ergänzungsspielers nicht hinaus und absolvierte lediglich acht Partien.
Somit verließ de Nigris Necaxa nach nur einem halben Jahr wieder und ging zunächst auf Leihbasis zu CF Monterrey, für das er schon in der Jugend gestürmt hatte. Bei seinem Heimatklub konnte er sofort als treffsicherer Stürmer überzeugen und verhalf seinem Klub mit seinen Toren zum Gewinn der Apertua 2009. Nachdem er im Jahr 2010 fest verpflichtet wurde, konnte de Nigris mit Monterrey die Apertua 2010 erringen.

### Nationalmannschaft
De Nigris debütierte im Februar 2010 für die Nationalmannschaft Mexikos. Für die Fußball-Weltmeisterschaft 2010 fiel er jedoch aufgrund einer Knöchel-Operation aus.
Beim CONCACAF Gold Cup 2011 erzielte er vier Tore und verhalf seiner Mannschaft unter anderem mit seinen Treffern im Viertelfinale gegen Guatemala (Endstand 2:1) und im Halbfinale gegen Honduras (2:0 n. V.) zum Einzug ins Halbfinale.

## Erfolge
- InterLiga: 2005, 2006 (Tigres), 2010 (Monterrey)
- Primera División: Apertua 2009, Apertua 2010 (Monterrey)
- CONCACAF Gold Cup: 2011

## Privates
Aldo de Nigris' Bruder Antonio war ebenfalls mexikanischer Nationalspieler.